# Таньчэн
Таньчэ́н (кит. упр. 郯城, пиньинь Tánchéng) — уезд городского округа Линьи провинции Шаньдун (КНР). Название уезда означает «город Тань»; название Тань носило царство, существовавшее в этих краях в древние времена.

## История
В древности предки китайцев, продвигаясь на восток, смешались в этих местах с племенами «восточных и», в результате чего образовалась народность янь (炎). Затем здесь образовалось царство Янь (炎国); впоследствии к иероглифу, которым записывалось его название, был добавлен ещё один элемент, и царство стало называться Тань (郯国). В 418 году до н. э. оно было завоёвано царством Юэ.
При империи Хань был образован уезд Тань (郯县). При империи Тан в 627 году он был присоединён к уезду Сяпэй (下邳县), став волостью Таньчэн (郯城乡). В начале IX века здесь был создан уезд Таньчэн, который вскоре был присоединён к уезду Линьи. Вновь уезд Таньчэн был создан во времена правления монголов.
В 1950 году в составе провинции Шаньдун был образован Специальный район Линьи (临沂专区), и уезд вошёл в его состав. В 1967 году Специальный район Линьи был переименован в Округ Линьи (临沂地区).
Указом Госсовета КНР от 17 декабря 1994 года были расформированы Округ Линьи и городской уезд Линьи, а вместо них был образован городской округ Линьи.

## Административное деление
Уезд делится на 1 уличный комитет, 9 посёлков и 3 волости.